# Bernard Derrida
Bernard Derrida (El-Biar, 12 dicembre 1952) è un fisico francese, noto per i suoi contributi alla meccanica statistica.

## Biografia
Cugino del noto filosofo Jacques Derrida, nacque nell'Algeria francese nel 1952, ma si trasferì con la sua famiglia in Francia nel 1962, qualche settimana prima della proclamazione d'indipendenza. Nel 1971 riuscì a entrare all'École normale supérieure, ottenendo l'agrégation nel 1974, la tesi di terzo ciclo nel 1976 e la tesi di Stato nel 1979, su argomenti di meccanica statistica. Dal 1979 al 1993 è stato ricercatore presso i laboratori del Commissariat à l'énergie atomique et aux énergies alternatives a Paris-Saclay, diventando poi professore all'Università Pierre e Marie Curie e all'École normale supérieure. Nel 2010 gli è stato riconosciuto il massimo riconoscimento nel campo della fisica statistica, la medaglia Boltzmann. Dal 2015 occupa la cattedra di fisica statistica al Collège de France.

## Ricerche
Derrida si è occupato nel tempo di varie tematiche appartenenti alla fisica statistica, come i sistemi disordinati, le reti complesse, i sistemi lontani dall'equilibrio termodinamico e varie applicazioni della fisica statistica alla biologia.
Fra i suoi contributi più famosi, l'introduzione e lo studio del "modello ad energie random", che risulta essere uno dei più semplici modelli con disordine ad esibire una transizione di fase analoga a quella dei più famosi vetri di spin: questo modello infatti risulta essere un caso limite in cui un sistema disordinato, il modello p-spin, ha interazioni a raggio infinito. L'importanza storica di questo modello fu anche che, grazie alla sua semplicità, permise di interpretare in modo migliore nel contesto dei vetri di spin il cosiddetto "metodo delle repliche" introdotto da Edwards. Esso, infatti, se usato in determinati modelli fra cui il famoso modello di Sherrington-Kirkpatrick, sembrava portare a risultati paradossali. Quasi contemporaneamente a Derrida, Giorgio Parisi avrebbe proposto una soluzione coerente per questo modello, la cui correttezza, poi provata in modo matematicamente rigoroso da Guerra e Talagrand, fu inizialmente accettata anche alla luce degli studi di Derrida.
Un suo altro famoso lavoro, in collaborazione con T. Bodineau, riguarda invece lo studio degli scambi di calore in sistemi a contatto con più bagni termici con dinamica Markoviana: la relazione trovata, detta "di fluttuazione" permette di legare le temperature dei bagni con le fluttuazioni rare del calore usando la matematica della teoria delle grandi deviazioni, in analogia con quanto trovato in altri sistemi similari, per citare i più importanti, da Gallavotti, Cohen e da Lebowitz e Spohn.
Inoltre, Derrida è noto per i suoi contributi allo studio dei cosiddetti modelli ASEP (asymmetric exclusion principle) e TASEP (totally asymmetric exclusion principle), che si sono rivelati fondamentali per una maggiore comprensione dei sistemi fuori dall'equilibrio termodinamico.
Infine, Derrida è stato un pioniere nello studio delle reti complesse, pubblicando importanti articoli a metà degli anni '80. Questa teoria, in virtù della sua interdisciplinarità, si sarebbe maggiormente affermata a partire dagli anni '90, visto anche il suo legame con la teoria dei sistemi disordinati.

## Premi e riconoscimenti
- Premio Ampère nel 2001
- Membro dell'Accademia francese delle scienze nel 2004[17]
- Membro dell'Institut universitaire de France dal 2007 al 2015[18]
- Medaglia Boltzmann nel 2010[19]
- Membro dell'Academia Europæa dal 2011[20]
- Premio dei Tre Fisici dell'ENS nel 2015[1]
- Cavaliere della Legion d'onore dal 2017[1]